# Tucetona kilburni
Tucetona kilburni is een tweekleppigensoort uit de familie van de Glycymerididae. De wetenschappelijke naam van de soort is voor het eerst geldig gepubliceerd in 1984 door Matsukuma.